# En una vida (EP)
En Una Vida es el segundo EP de la cantante Coral Segovia, lanzado el 9 de julio de 2010 y que interpretó en el último Festival de Eurovisión. Consta básicamente de 1 tema, acompañado de dos instrumentales, uno con y el otro sin coros, como regalo de la cantante para sus fanes. Este tema está originalmente compuesto y producido por Thomas G:sson, Tony Sánchez-Olhsson y Andreas Rickstrand, quienes ya habían trabajado anteriormente con Coral en la canción “Todo Está En Tu Mente”. 
Este EP ya está a la venta en formato digital en los principales portales de descarga como Itunes o Amazon. 

## Lista de canciones
| N.º  | Título                                     | Letras             | Música                                                  | Duración |  |
| 1.   | «En una vida»                              | Andreas Rickstrand | Tony Sánchez-Olhsson, Thomas G:sson, Andreas Rickstrand | 3:02     |  |
| 2.   | «En una vida» ((Karaoke))                  | Andreas Rickstrand | Tony Sánchez-Olhsson, Thomas G:sson, Andreas Rickstrand | 3:02     |  |
| 3.   | «En una vida» ((Instrumental / Sin coros)) | Andreas Rickstrand | Tony Sánchez-Olhsson, Thomas G:sson, Andreas Rickstrand | 3:02     |  |
| 9:06 |                                            |                    |                                                         |          |  |

- Datos: Q5474387